# Evika Siliņa
Evika Siliņa (n. 3 august 1975, Riga, URSS) este o juristă și politiciană letonă, care ocupă funcția de prim-ministru al Letoniei din 15 septembrie 2023. Între 2022 și 2023, a fost ministră a Protecției Sociale în al doilea guvern condus de prim-ministrul Krišjānis Kariņš⁠(d). Este membră a partidului politic Unity și a devenit a doua femeie care deține funcția de șefă a guvernului în istoria Letoniei.

## Biografie
Siliņa s-a născut la Riga, la 3 august 1975. A studiat la Universitatea din Letonia între anii 1993 și 1997, unde a obținut o diplomă de licență în drept, iar apoi la Riga Graduate School of Law, unde a urmat un program de master în științe sociale, drept internațional și drept european.
Între 2003 și 2012, Siliņa a lucrat ca avocat specializat în dreptul afacerilor, atât internațional, cât și intern. Printre clienții săi s-au numărat companii din domeniile telecomunicațiilor și tehnologiei informației, precum și instituții guvernamentale.

## Carieră politică
La alegerile parlamentare letone din 2011, Siliņa a candidat din partea Partidului Reformei lui Zatlers în circumscripția Riga, însă nu a fost aleasă. Între 2011 și 2012, a ocupat funcția de consilier juridic al ministrului de interne.
Siliņa a fost secretar parlamentar în cadrul Ministerului de Interne din ianuarie 2013 până la 23 ianuarie 2019. În timpul mandatului său ca secretar al Ministerului de Interne, a fost apreciată pentru deschiderea sa față de jurnaliști, precum și pentru lupta împotriva canabinoizilor sintetici și a circulației acestora în Letonia. De asemenea, a reprezentat ministerul în organizații internaționale precum Organizația Națiunilor Unite, Interpol și CEPOL.
După aprobarea Cabinetului de miniștri condus de prim-ministrul Krišjānis Kariņš la 23 ianuarie 2019, Siliņa a preluat funcția de secretar parlamentar al prim-ministrului.
Siliņa a candidat din partea partidului Noua Unitate la alegerile parlamentare letone din 2022 și a fost aleasă în cel de-al 14-lea Saeima.
La 6 decembrie 2022, Siliņa a fost numită ministru al muncii în cabinetul condus de Krišjānis Kariņš, iar noul cabinet a fost confirmat la 14 decembrie.
În calitate de ministru al muncii, unul dintre principalele sale obiective a fost creșterea venitului minim. La 23 februarie 2023, a fost desemnată de către prim-ministru ca membru al nou-înființatului Comitet tematic pentru fondurile Uniunii Europene. La 4 iulie 2023, ministerul său a înaintat Seimului ratificarea Convenției de la Istanbul, cu anumite rezerve și în lipsa sprijinului din partea partenerului de guvernare, Alianța Națională.

## Prim-ministru al Letoniei (2023–prezent)

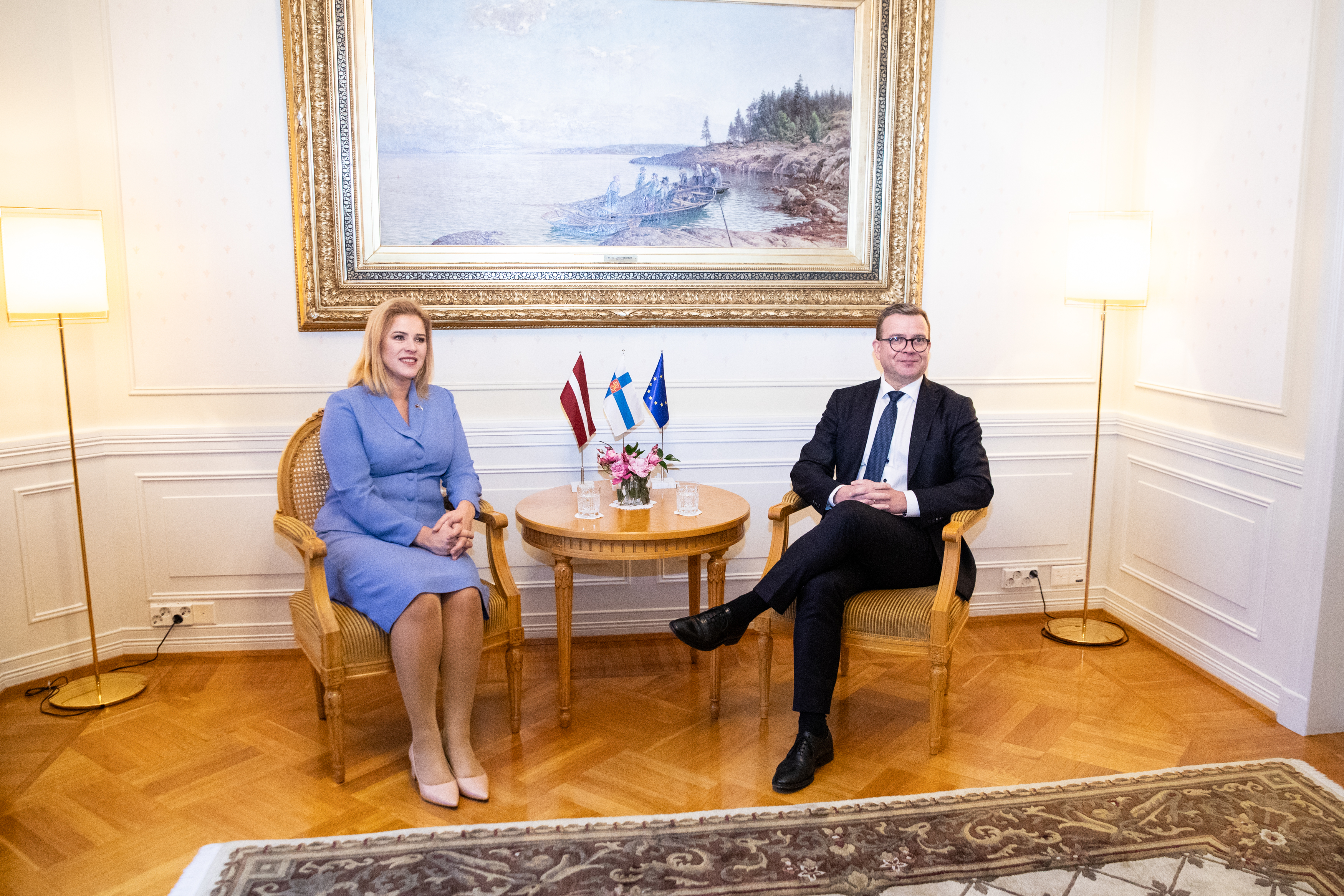
Siliņa împreună cu prim-ministrul Finlandei, Petteri Orpo, la Helsinki, 24 noiembrie 2023

La 16 august 2023, în urma demisiei lui Krišjānis Kariņš⁠(d), partidul Noua Unitate a nominalizat-o pe Siliņa drept candidată pentru funcția de prim-ministru. La 24 august, președintele Edgars Rinkēvičs i-a încredințat sarcina formării unui guvern.
La 29 august, formațiunea Lista Unită a refuzat să facă parte dintr-o coaliție guvernamentală formată din patru partide, așa cum propusese Siliņa. La 1 septembrie, Siliņa a anunțat că intenționează să formeze o nouă majoritate parlamentară împreună cu Uniunea Verzilor și Țăranilor (ZZS) și Progresiștii (P). Douăsprezece zile mai târziu, a prezentat componența noului guvern, în care Noua Unitate (JV) a obținut șapte ministere, ZZS – patru, iar P – trei, iar Krišjānis Kariņš a fost numit din nou ministru de externe.
Coaliția guvernamentală condusă de Siliņa a obținut votul de încredere al majorității parlamentare din Saeima la 15 septembrie 2023, primind 53 de voturi. În discursul său, noul prim-ministru a subliniat necesitatea unei abordări mai incluzive, ceea ce a fost interpretat ca o prioritate acordată egalității de gen și altor obiective progresiste. În ceea ce privește minoritatea rusofonă, incluziunea presupune eliminarea statutului de „non-cetățean” și integrarea acesteia în sistemul educațional cu predare în limba letonă. Guvernul își propune, de asemenea, să majoreze bugetul apărării și să finalizeze construcția barierei de la granița cu Rusia și Belarus. Siliņa este a doua femeie care devine prim-ministru al Letoniei, după Laimdota Straujuma⁠(d) (2014–2016).

## Viață personală
Evika Siliņa este căsătorită cu Aigars Siliņš și are împreună cu acesta trei copii.
Pe lângă limba maternă, letona, Siliņa vorbește fluent rusa și engleza.